# نظير فائق
تتنبأ نظرية التناظر الفائق بوجود جسيم «شريك» أو نظير، مكمل لكل جسيم مكون للمادة أو القوى تنبأ به النموذج العياري.
وتقسم الجسيمات في النموذج العياري إلى نوعين: فرميونات أو جسيمات مكونة للمادة كالإلكترون والبروتون... و بوزونات وهي الجسيمات المكونة للقوى كالفوتون والجرافتون و بوزون W مثلا. و عليه، يكون لكل فرميون شريك فائق من نوع بوزون ولكل بوزون شريك فائق من نوع فرميون.

## اقرأ أيضا
- نظرية النموذج العياري
- نموذج عياري فائق التناظر الأصغر